# Balears Innovació Telemàtica
Balears Innovació Telemàtica, SA (BITEL) era una empresa pública depenent de la Conselleria d'Innovació del Govern de les Illes Balears creada l'any 1994 (Decret 64/1994, de 26 de maig). L'objecte del qual és la realització d'activitats de provisió de serveis i d'enginyeria de sistemes en el camp de les tecnologies de la informació i de les telecomunicacions i extingida el 7 de setembre de 2012.

## Història
- El 2 de juny de 1994, amb la participació del Govern Balear (51%) i Telefónica S.T. Sistemas, SA. (49%), segons l'article 3 del decret 64/94 de 26 de maig de 1994.

- 25 de maig de 1995, entra com a nou soci Caixa d'Estalvis i Mont de Pietat de les Balears (10%), juntament amb el Govern Balear (46%) i Telefónica S.T. Sistemas, SA. (44%).

- 31 de desembre de 1998, incrementa el capital social amb la mateixa estructura i canvia la seu social del Passeig Marítim a les instal·lacions de Reverend Francesc Sitjar de Palma.

- 1 de gener de 1999, BITEL cedeix a GSE, la plataforma tecnològica del Centre d'Emergències 112.

- 24 d'octubre de 2001, el Govern de les Illes Balears amplia la seva participació amb la incorporació a l'accionariat de l'empresa pública Serveis Ferroviaris de Mallorca (5%). La resta de socis queden amb la següent participació, Govern de les Illes Balears (46%), Telefónica (39%) i Caixa de Balears (10%).

La suma de les participacions del Govern de les Illes Balears (46%) i SFM (5%), evidencien la conversió en empresa de majoria pública amb el 51% de l'accionariat, que va ser reconeguda per acord del Consell de Govern d'1 de febrer de 2002.
- 14 de gener de 2003, canvi del domicili social al carrer Soló, 39 de Ciutat.

- 21 de maig de 2003, reducció de capital social amb la mateixa estructura accionarial

- 18 de juliol de 2003, BITEL s'adscriu com entitat pública a la Conselleria d'Economia, Hisenda i Innovació, segon el punt 2 de l'article únic del decret 126/2003.

- 21 de juliol de 2005, Telefónica Soluciones Sectoriales, SA i la Caixa de Balears, cedeixen les seves accions a l'empresa pública BITEL, en compliment del Reial decret de Llei 5/2005, d'11 de març, de la millora de la Contractació Pública que fa necessari que BITEL com empresa instrumental del Govern de les Illes Balears i perquè pugui continuar amb la qualificació de mitjà propi de l'Administració ha de passar a ser d'accionariat totalment públic.

- 18 d'octubre de 2006, es confirma la totalitat del capital públic amb la següent composició, Govern de les Illes Balears (90%) i SFM (10%).

- 7 de setembre de 2012: s'autoritza la creació de la Fundació Balear d'Innovació i Tecnologia, a fi d'integrar les societats anònimes Parcbit Desenvolupament SA, i BITEL, Balears Innovació Telemàtica, SA, com també la Fundació Illes Balears per a la Innovació Tecnològica.[1]

## Directors/gerents
- Antoni Villalonga Riudavets?[2]
- Damià Vidal Rodríguez (13 de setembre de 2003 - 30 de juliol de 2007)
- Antònia Febrer Rosselló (2007-2010?)
- Miguel Bernat Bosch (2010-2012?)